# Altar of Oblivion
Altar of Oblivion ist eine dänische Epic-Doom-Band aus Aalborg.

## Geschichte
Von 2004 bis 2006 spielten Martin Meyer Mendelssohn Sparvath und Allan B. Larsen in einer Band namens Summoning Sickness, aus der 2005 Altar of Oblivion hervorging. Der Name (deutsch: „Altar der Vergessenheit“)  beziehe sich laut Sparvath auf ein Schlachtfeld, auf dem Soldaten und Zivilisten wie auf einem Altar geopfert werden. Das Wort Vergessenheit zeige hingegen, dass viele dieser Opfer in Vergessenheit gerieten. 2006 stießen Mik Mentor und Christian Nørgaard hinzu. Die erste Demo The Shadow Era wurde im Jahr 2007 aufgenommen. Ihren ersten festen Schlagzeuger bekam die Gruppe erst 2010 mit Thomas Antonsen.

## Stil
Die meisten Lieder und deren Texte stammen von Martin Meyer Mendelssohn Sparvath.
Der Klang der Band ist von der einzigartigen und theatralischen Stimme Mentors geprägt. Sonst ähnelt die Musik dem Klang der schwedischen Band Candlemess oder Solitude Aeturnus aus Texas.
Ein wiederkehrendes Thema in den Texten von Altar of Oblivion ist der Krieg. So ist der Hintergrund für das Album In the Cesspit of Divine Decay  das Tagebuch von Sparvaths Urgroßvater, der im Ersten Weltkrieg für das Deutsche Reich kämpfen musste. Sinews of Anguish handelt von den Erfahrungen eines deutschen Soldaten im Zweiten Weltkrieg. Auch religiöse Themen dienen der Band immer wieder als Inspiration. Vor allem Motive aus den abrahamitischen Religionen werden oft aufgegriffen.

## Diskografie (Auswahl)
- 2007: The Shadow Era (Demo, Selbstverlag)
- 2009: Sinews of Anguish (Album, Shadow Kingdom Records)
- 2012: Salvation (EP, Shadow Kingdom Records)
- 2012: Grand Gesture of Defiance (Album, Shadow Kingdom Records)
- 2016: Barren Grounds (EP, Shadow Kingdom Records)
- 2019: The Seven Spirits (Album, Shadow Kingdom Records)
- 2019: Black Ashes (Download-Demo, Selbstverlag)
- 2019: Nothing Grows from Hallowed Ground (Download-Demo, Selbstverlag)
- 2019: Ruins of Samaria (Download-EP, Selbstverlag)
- 2022: My Sanctuary (Download-EP, Selbstverlag)
- 2022: Live at Godset 2017 (Download-Live-Album, Selbstverlag)
- 2023: Burning Memories (EP, From the Vaults)
- 2024: In the Cesspit of Divine Decay (Album, From the Vaults)